# Група рідкісних дерев (Чернівці, вул. Курильська)
Гру́па рі́дкісних дере́в — ботанічна пам'ятка природи місцевого значення в Україні. Розташована в межах міста Чернівці, вулиця Курильська, 13 (приватна територія). 
Площа 0,06 га. Статус надано згідно з рішенням виконавчого комітету Чернівецької обласної ради народних депутатів від 17 жовтня 1984 року №  216. 
Статус надано з метою збереження декоративної групи дерев-екзотів, у складі якої ялина колюча (Picea pungens) (форма блакитна), гінкго дволопатеве (Ginkgo biloba), а також дуб звичайний (Quercus robur) (форма пірамідальна), дуб північний (Quercus borealis).